# Corito (figlio di Paride)
Corito (in greco antico: Κόρυθος?, Kórythos) è un personaggio della mitologia greca, figlio di Paride e della ninfa Enone. I suoi fratellastri erano i figli di Paride e Elena: Bugono, Agano, Ideo ed Elena II. 

## Mitologia
Dopo il rapimento di Elena di Sparta da parte di Paride, Enone, delusa dal comportamento dell'amato, mandò Corito a combattere tra i Greci nella guerra contro Troia e questi, una volta giuntovi, fu notato da Elena.
Era talmente bello che riuscì a conquistarle il cuore, ma fu scoperto dal suo stesso padre, che lo uccise.
Secondo Partenio, invece, Corito sarebbe un figlio degli stessi Paride ed Elena.